# Klaus Goebel

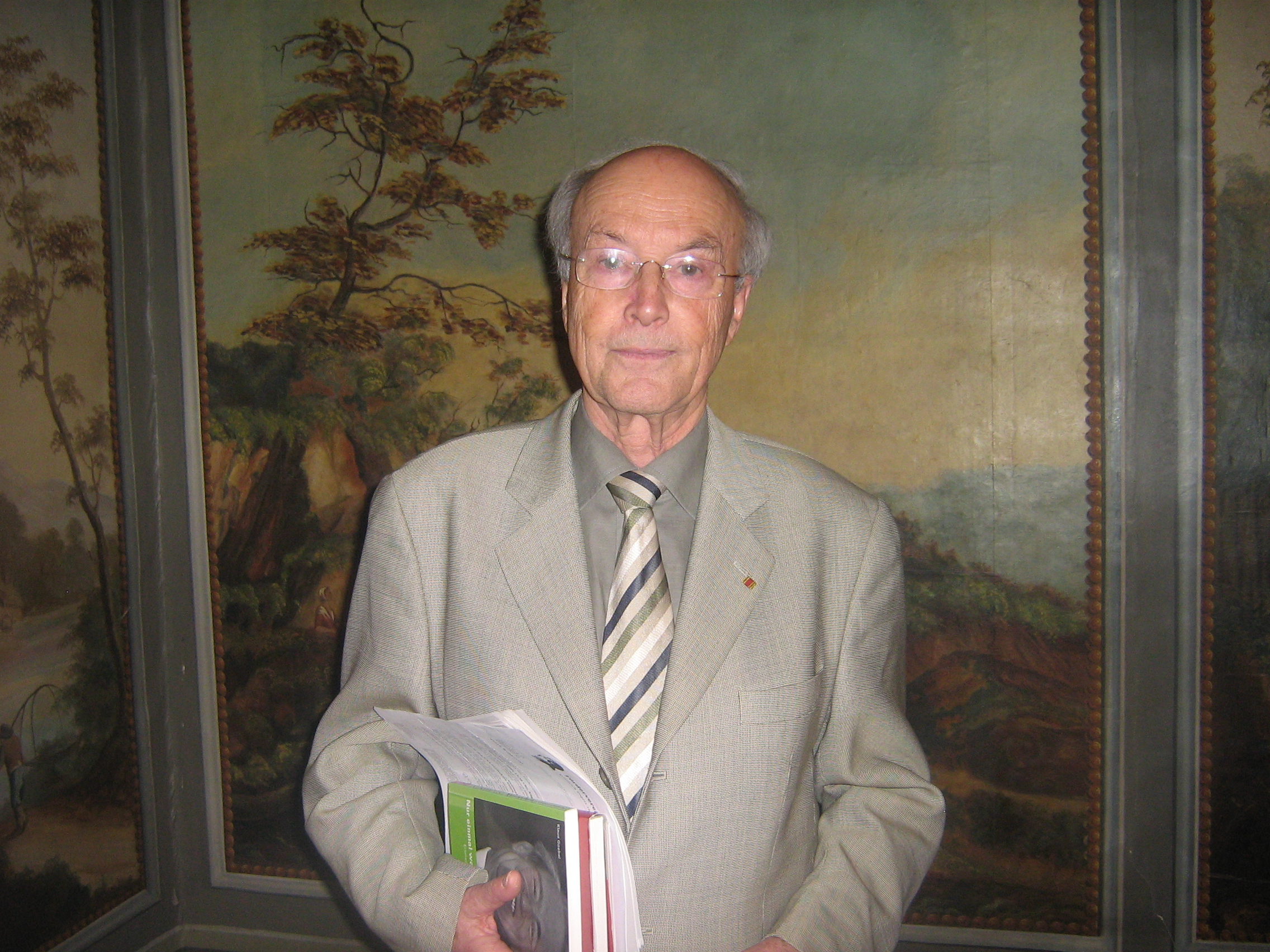
Klaus Goebel im Dezember 2009

Klaus Wilhelm Goebel (* 24. April 1934 in Wuppertal) ist ein deutscher Historiker.

## Leben
Goebel wurde als Sohn des Ehepaares Hildegard und Wilhelm Goebel geboren. Nach dem Abitur 1954 und dem Studium an der Pädagogischen Akademie Wuppertal arbeitete er von 1956 bis 1970 als Volks- und Realschullehrer. Er studierte neben seinem Beruf an der Universität Bonn und promovierte dort 1965 (Hauptfach: Verfassungs-, Sozial- und Wirtschaftsgeschichte).
1970 nahm er seine wissenschaftliche Tätigkeit an der Pädagogischen Hochschule Ruhr in Dortmund als Assistent auf, habilitierte sich 1975 (Neue Geschichte und ihre Didaktik) und wurde 1977 zum Professor ernannt. Nach der Zusammenlegung von Pädagogischer Hochschule und Universität wurde er 1980 Professor an der Universität Dortmund, wo er auch in den Gremien der Hochschulselbstverwaltung mitwirkte. Als geschäftsführender Direktor leitete er 1990–1996 das Historische Institut. 1999 wurde er emeritiert. Die von ihm betreuten wissenschaftlichen Arbeiten und Dissertationen widmen sich vorrangig der Geschichte des 19. und 20. Jahrhunderts.
Goebel ist seit 1966 mit Bärbel Goebel geb. Behrendt verheiratet. Das Ehepaar hat vier gemeinsame Söhne (Christoph, Daniel, Tobias und Andreas).

## Berufliches Wirken
Goebel leistete jahrzehntelang Lehre und Forschung mit sozial-, kirchen-, bildungs- und wirtschafts-, zuletzt literaturgeschichtlichen Schwerpunkten. So war er Mitinitiator des Historischen Zentrums/Museum für Frühindustrialisierung Wuppertal, das er, damals noch Abteilung des Naturwissenschaftlichen und Stadtgeschichtlichen Museums Wuppertal, in der Gründungsphase 1965–1967 ehrenamtlich leitete. Zunächst wandte er sein besonderes historisches Interesse seiner Heimatstadt Wuppertal nebst ihrem weiteren bergischen Umland sowie der Rheinischen [ev.] Kirche zu. Motiviert durch die Schicksale der eigenen Vorfahren, beschrieb er die Entwicklung der Wupperregion mit den schnell wachsenden Städten Barmen und Elberfeld vom 18. Jahrhundert an. Eingehend untersuchte er einzelne Migrationsströme als Beiträge deutscher Binnenwanderung in der Neuzeit und Industrialisierungsepoche. Umfassend widmete sich Klaus Goebel lokaler und regionaler Geschichte im Nationalsozialismus, initiierte das erste Projekt zur Darstellung der NS-Geschichte in Wuppertal und leistete dazu eigene Beiträge. Darüber hinaus erforschte er die Geschichte der zeitweise verfolgten Bekennenden Kirche. Mit der unter seiner Leitung von mehreren Autoren erarbeiteten und 1998/2002 in drei Bänden erschienenen „Oberbergischen Geschichte“ erhielt der Oberbergische Kreis als einer der ersten Kreise in der Bundesrepublik eine umfassende Darstellung seiner Geschichte. Goebel war Mitgründer und 1974–1989 Mitglied des Wissenschaftlichen Beirats und der Zentraljury des Geschichtswettbewerbs um den Preis des Bundespräsidenten (Körber-Stiftung, Hamburg-Bergedorf). Er ist Mitglied der wissenschaftlichen Kommission des Bergischen Geschichtsvereins und Kuratoriumsmitglied der Else-Lasker-Schüler-Stiftung für verfolgte Künste.
Goebel beteiligte sich an der Forschung zur Bildungsgeschichte des 19. und 20. Jahrhunderts, arbeitete über die Pädagogen Friedrich Wilhelm Dörpfeld (erste Gesamtausgabe seiner Briefe 1976) und Friedrich Adolph Wilhelm Diesterweg unter anderem als Mitherausgeber für das DFG-unterstützte Projekt der Sämtlichen Werke Diesterwegs, darin Hauptherausgeber der Briefe. Er setzte sich mit Luthers Beiträgen zur Schule auseinander und ermöglichte dem nach der Wende gegründeten brandenburgischen Schul- und Bildungsmuseum in Kloster Lehnin-Reckahn fachliche und finanzielle Unterstützung. In seiner wissenschaftlichen Arbeit beschäftigte sich Klaus Goebel biographisch mit weiteren historischen Persönlichkeiten aus den Bereichen Politik, Pädagogik, Literatur, Theologie und Kirche. Stellvertretend seien neben Diesterweg und Dörpfeld hervorgehoben: Johann Victor Bredt, Samuel Collenbusch, Gerhard Dürselen, Friedrich Engels, Hermann Enters, Else Lasker-Schüler, Thomas Mann, Rudolf Alexander Schröder, Heinrich Wolfgang Seidel, Johann Heinrich Jung-Stilling, Matthias Claudius und Gerhard Tersteegen. Zeitweise betreute er das DFG-Forschungsprojekt der Briefe Tersteegens. Als seltenes sozialgeschichtliches Zeugnis der Unterschichten wurden die von ihm mit herausgebrachten Jugenderinnerungen des nach Amerika ausgewanderten Arbeiters Hermann Enters (1846–1940) beachtet, die inzwischen in fünfter Auflage vorliegen.

## Politisches Wirken
Goebel war vor allem kultur- und schulpolitisch tätig. 1964–1977 gehörte Goebel dem CDU-Kreisvorstand Wuppertal an und war 1970–1973 Kreisvorsitzender, 1968–1970 und 1973–1975 stellv. Vorsitzender. Für die CDU war er 1975–1989 Mitglied des Rates der Stadt Wuppertal und der Landschaftsversammlung Rheinland, Köln und schon zuvor 1961–1975 bürgerschaftliches Mitglied in Gremien des Wuppertaler Rates. Zuletzt hatte er in Köln das Amt des Vorsitzenden und in Wuppertal des stellv. Vorsitzenden des Kulturausschusses inne.
Goebel war bei Schul- und Verwaltungsreformen sowie Museumsgründungen beteiligt, darunter den Archäologischen Park Xanten, das Rheinische Industriemuseum und das Bergische Freilichtmuseum. Bis 1989 war er Vorsitzender der Koordinierungskommission der Landschaftsverbände für die Industriemuseen Rheinland und Westfalen. 1988–1993 nahm er das Ehrenamt eines Vorstandsmitglieds der Rheinischen Kulturstiftung des Sparkassen- und Giroverbandes Nordrhein wahr.
1997 gründete Goebel mit Denkmalschützer Michael Metschies den Ortsverband Wuppertal des Rheinischen Vereins für Denkmalpflege und Landschaftsschutz (RVDL), dessen Vorstand er bis heute, zeitweise als Vorsitzender, angehört(e). Für den Denkmalschutz hatte sich Goebel in Wuppertal seit seinen Jugendjahren eingesetzt und dem damals in Vorbereitung befindlichen Rheinischen Freilichtmuseum Mechernich-Kommern schon 1958 das erste Bauwerk vermittelt. Er konnte auch Erfolge bei seinem – teils vereinsgestützten (RVDL) – Engagement für Ziele des Landschaftsschutzes verzeichnen. Der Gründung des Ortsverbandes war eine Bürgerinitiative zur Unterschutzstellung der Wuppertaler Schwebebahn vorausgegangen, die er 1996 mit Freunden ins Leben gerufen hatte, als im Rahmen einer Generalsanierung die Zerstörung der noch erhalten gebliebenen historischen Bahnhöfe der um 1900 erbauten Schnellbahn drohte. Nach der Wende begleitete er die von ihm durch die Gründung eines Fördervereins angestoßene Sanierung der Kirche St. Marien auf dem Berge in Boitzenburg/Uckermark, vornehmlich durch Einwerbung von Spendenmitteln und richtet sein Augenmerk auf die Erhaltung brandenburgischer Dorfkirchen insgesamt, wie sie durch den Förderkreis Alte Kirchen Berlin/Brandenburg angestrebt wird.
2004 verließ er die CDU. Er gründete die Wählergemeinschaft für Wuppertal (WfW), die sich kommunalpolitische Reformen und die Bekämpfung kommunalpolitischer Missstände wie der Korruption zur Aufgabe macht. Bei den Kommunalwahlen 2004, wenige Monate nach Gründung der WfW, erreichte Goebel in seinem Wahlkreis 13 Prozent der Wählerstimmen.
2004 wurde er in das Kuratorium der Stiftung für verbrannte und verbannte Dichter/Künstler der Else-Lasker-Schüler-Gesellschaft berufen.

## Auszeichnungen
- Albert-Steeger-Stipendium des Landschaftsverbandes Rheinland (LVR) (1977)
- Bundesverdienstkreuz am Bande (1979)
- Crecelius-Medaille und Ehrenmitglied des Bergische Geschichtsvereins (1988)
- Ehrenschüler von Friedrich-Eberhard-von-Rochow-Gedenkstätte und Schulmuseum Reckahn, Gemeinde Kloster Lehnin (Brandenburg) (1999)
- Ehrenbürger von Boitzenburger Land, Uckermark (2003)
- Rheinlandtaler des LVR (2004)

## Schriften (Auswahl)
- (Hrsg.): Oberbergische Geschichte, Bd. 2, Wiehl 1998.
- Zuwanderung zwischen Reformation und Franzosenzeit. Ein Beitrag zur vorindustriellen Bevölkerungs- und Wirtschaftsgeschichte Wuppertals 1527–1808. Born, Wuppertal 1966.